# ستيلا دونيلي
ستيلا دونيلي (بالإنجليزية: Stella Donnelly)‏ هي عازفة قيثارة ومغنية مؤلفة أسترالية، ولدت في 10 أبريل 1992 في برث في أستراليا.

## وصلات خارجية
- ستيلا دونيلي على موقع ميوزك برينز (الإنجليزية)
- ستيلا دونيلي على موقع أول ميوزيك (الإنجليزية)
- ستيلا دونيلي على موقع ديسكوغز (الإنجليزية)